# 탁원정
탁원정(1983년 6월 30일 ~ )은 대한민국의 성우로, 2011년 한국방송 성우극회 공채 36기로 입사했다.

## 애니메이션
- 꽉 잡아! (KBS) - 권두언
- 프리티 리듬 오로라 드림 (카툰네트워크) - 쇼
- 몬스터비치 (카툰네트워크) - 호데드
- 클라렌스는 엉뚱해! (카툰네트워크) - 제프 / 퍼시
- 스타워즈 반란군 (디즈니채널) - 에즈라
- 형사 가제트 (카툰네트워크) - 탈론
- 요괴워치 섀도사이드 (투니버스) - 부동명왕 보이
- 요괴워치! (투니버스) - 부동명왕 보이
- 레이튼 미스터리 탐정사무소 ~카트리에일의 수수께끼 파일~ (투니버스) - 루크
- 헬로 카봇 뱅 (SBS) - 티로
- 헬로 카봇 용자(SBS) - 하이드
- 일하는 세포 (애니맥스) - B세포

### 영화
- 해적왕의 황금나침반 - 딕
- 피부색깔=꿀색 (Approved for Adoption, 2012) - 청소년 융
- 늑대아이 - 소헤이(베리어프리)
- 옐로우버드 - 윌리
- 윈드랜드 - 탑햇
- 나의 붉은 고래 - 추
- 언더독 -  봉지 / 공단직원 / 운전자 / 마당개 / 수류탄 병사 모
- 신데렐라: 마법 반지의 비밀 - 올라프
- 애널라이즈 디스 (KBS) - 슐만 (아시프 맨드비)
- 분노의 질주: 더 오리지널 (KBS) - 테고 (테고 칼데론)
- 워터 디바이너 (KBS) - 아서의 동생(제임스 프레이저)

영화
- 막걸리가 알려줄거야 - 털북

### 외화 드라마
- 닥터 후 시즌 7 (KBS) -  트리키
- 닥터 후 시즌 10 (KBS) - 해리(콜린 라이언) / 파벨(바트 슈아백)
- 리썰 웨폰 (KBS) - 마커스(데론 호턴)
- 아틀란티스 (KBS) - 사이러스, 아르카스
- 언더커버 (KBS) - 댄(다니엘 에즈라)

드라마
- 유미의 세포들 보관됨 2021-10-18 - 웨이백 머신 (tvN) - 엔도르핀 세포

### 다큐 더빙
- KBS 스페셜
- MBC 스페셜
- YTN 스페셜
- 2014.01.18 KBS 동물의 왕국 - 콩고, 원숭이의 땅
- 2014.04.26 KBS 동물의 세계 - 하나된 무리의 힘, 개미
- 2014.05.11 KBS 동물의 왕국 - 땅 속 깊은 곳, 개미의 비밀
- 2014.05.18 KBS 동물의 왕국 - 콩고, 원숭이의 땅 (1)
- 2014.07.06 KBS 동물의 왕국 - 콩고, 원숭이의 땅 (2)
- 2014.07.13 KBS 동물의 왕국 - 콩고, 원숭이의 땅 (3)
- 2015.01.31 KBS 세상의 모든 다큐 <마음을 울리는 멜로디 - 한 사람만을 위한 연주회>
- 2015.06.30 KBS 해외걸작다큐 <1차 세계 대전 어느 병사들의 이야기 (Our World War)> 제2부 전쟁과 우정 - 헨리 役

### 라디오 드라마 더빙
소설극장 (KBS 3라디오)
- 2011.01.02 ~ 2011.02.13 조정래 <허수아비 춤> (사원 / 실무자 / 검사 / 후배 / 기자 / 조교)
- 2011.02.14 ~ 2011.04.06 은희경 <소년을 위로해줘> (남자)
- 2011.04.07 ~ 2011.05.21 권비영 <덕혜옹주> (허승)
- 2011.05.22 ~ 2011.07.02 박완서 <아주 오래된 농담> (어린 영빈 / 남자)
- 2011.07.03 ~ 2011.08.15 박범신 <은교> (T / 반사정 / 청년)
- 2011.08.16 ~ 2011.09.27 최인호 <낯익은 타인들의 도시> (야누스 / 까페 종업원 / 성경 구절)
- 2011.09.28 ~ 2011.11.04 오세영 <북벌> (총병관 신유 / 연정재 / 소년 / 홍명하 / 남포교 / 짐꾼)
- 2011.11.05 ~ 2011.11.13 성석제 <호랑이를 봤다> (친구에게 명의를 빌려주었다가 감옥에 갈 뻔한 이야기 편 낭독)
- 2011.1ss1.14 ~ 2012.01.23 정유정 <7년의 밤> (어린 최서원)
- 2012.01.24 ~ 2012.03.01 심윤경 <나의 아름다운 정원> (동구)
- 2012.04.09 ~ 2012.07.06 천병관 <나의 삼촌, 부르스 리> (촉새 / 종업원 / 조교 / 액션배우 / 유사장)
- 2012.07.07 ~ 2012.08.03 김주영 <잘가요 엄마> (한정태)
- 2012.08.04 ~ 2012.10.05 이정명 <별을 스치는 바람> (와타나베 유이치)
- 2012.11.10 ~ 2012.12.19 이승우 <지상의 노래> (교회사 강사 / 출판사 직원 / 경호원)
- 2012.12.20 ~ 2013.01.24 조세희 <난장이가 쏘아올린 작은 공> (사나이 / 신애 동생의 친구)

라디오 극장 (KBS 한민족 방송)
- 2011.02.01 ~ 2011.02.28 최재도 <저무는 왕국의 별 밝은 언덕> (소년)
- 2011.03.01 ~ 2011.03.31 박완서 <살아 있는 날의 시작> (청년)
- 2011.06.01 ~ 2011.06.30 천명관 <고령화 가족> (배달원 / 조감독 / 경찰1 / 부하1)
- 2011.07.01 ~ 2011.07.31 권현숙 <루마니아의 연인> (급사 소년 / 하객2 / 당간부 / 플로린 / 웨이터 외)
- 2011.08.01 ~ 2011.08.31 김탁환 <열하광인> (내관 / 이옥 / 서생4)
- 2011.09.01 ~ 2011.09.30 신한균 <신의그릇> (박봉)
- 2012.01.01 ~ 2012.01.31 한수영 <플루토의 지붕> (삼수생 / 행인 / 직원 / 행인 / 동네사람 / 경찰2)
- 2012.03.01 ~ 2012.03.31 조정래 <황토> (치안대 청년 1 / 인민군1 / 소년 동익)
- 2012.04.01 ~ 2012.04.30 김탁환 <열녀문의 비밀> (이방)
- 2012.06.01 ~ 2012.06.30 성석제 <도망자 이치도> (병사 / 깡패2 / 청년 / 고삐리2 / 김군 / 방위)
- 2012.07.01 ~ 2012.07.31 김별아 <논개> (사령2 / 통인 / 박지통 / 병사1 / 노인1 / 난민3 / 정대보)
- 2012.11.01 ~ 2012.11.30 김별아 <채홍> (주인 / 내시)
- 2012.12.01 ~ 2012.12.31 명지현 <교군의 맛> (직원2 / 남자1 / 수감자1)
- 2013.01.01 ~ 2013.01.31 김탁환 <허균, 최후의 19일> (조응수 / 하인준 / 내관)

라디오 독서실 (KBS 2라디오)
- 2011.02.27 전광용 <꺼삐딴 리> (통역관)
- 2011.03.27 윤고은 <해마, 날다> (직원)
- 2011.04.03 김연수 <세계의 끝 여자친구> (시민1)
- 2011.04.10 박민규 <그렇습니까? 기린입니다> (친구1)
- 2011.04.24 백영옥 <청첩장 살인사건> (배달원)
- 2011.05.15 황선미 <나쁜 어린이 표> (경식)
- 2011.05.29 최일남 <타령> (기수 아들)
- 2011.06.12 문순태 <그 여자의 방> (어린 나)
- 2011.07.17 조선희 <서리, 박지> (재국)
- 2011.09.04 한성우 <아, 김광석> (어린 나)
- 2011.10.30 신경숙 <깊은 숨을 쉴 때마다> (오빠)
- 2011.11.13 편혜영 <저녁의 구애> (손님)
- 2011.11.27 윤성희 <부메랑> (편의점 직원)
- 2012.01.01 박지원 <호질>, <열녀함양박씨전> (아들3&육혼)
- 2012.01.08 김서령 <어디로 갈까요> (경찰)
- 2012.01.15 김혜진 <치킨 런> (동료)
- 2012.01.22 안숙경 <삼각조르기> (남직원)
- 2012.01.29 허진원 <덫> (경찰)
- 2012.02.05 김가경 <홍루> (점원)
- 2012.02.19 김  숨 <국수> (동생2)
- 2012.02.26 조  현 <그 순간 너와 나는> (민혁)
- 2012.03.04 정용준 <떠떠떠 떠> (아이1)
- 2012.03.18 최민석 <부산말로는 할 수 없었던 이방인 부르스의 말로> (키무)
- 2012.03.25 전석순 <악수> (K)
- 2012.04.08 박완서 <겨울 나들이> (남직원)
- 2012.05.06 정이현 <소녀시대> (용이)
- 2012.06.03 최인훈 <놀부뎐> (아이1)
- 2012.07.08 강병융 <낙찰> (아이1)
- 2012.07.29 박해로 <운수 나쁜 날> (순사2)
- 2012.08.19 채만식 <레디메이드 인생> (창선)
- 2012.09.02 김성중 <국경시장> (아이1)
- 2012.09.30 작자미상 <규중칠우쟁론기> 외 2편 (선비)
- 2012.10.14 김수정 <삵> (청년)
- 2012.11.04 김중혁 <요요> (어린 선재)
- 2012.11.18 김연수 <인구가 나다> (인구)
- 2012.12.09 편혜영 <블랙아웃> (신입1)
- 2012.12.16 백가흠 <더 송 The song> (아들)
- 2014.02.09 이서수 <구제, 빈티지 혹은 구원> (P)
- 2014.08.17 조동신 <해골술잔> (최근준)

KBS 무대 (KBS 한민족 방송)
- 2011.03.05 고향의 봄 (방역관)
- 2011.04.02 마누라 팝니다 (아들)
- 2011.04.23 월정교를 건너며
- 2011.05.07 코끼리 (학생)
- 2011.05.28 할아버지의 피아노 (강사)
- 2011.06.25 나는 누구입니까?
- 2011.07.30 세여자의 2박3일
- 2011.08.06 챔피언 (준혁)
- 2011.08.13 별이 빛나는 밤에
- 2011.09.24 502호 그 여자 (깡패2)
- 2011.10.01 행복 찾기
- 2011.10.22 깜빡 깜빡 깜빡 (아들)
- 2011.10.29 꽃진이
- 2011.11.12 산중턱에서 (마라톤 진행자)
- 2011.11.26 소년의 바다 (아이1)
- 2011.12.17 무다잡 전당포
- 2011.12.31 해프닝 2011 (직원1)
- 2012.01.07 소크라테스는 살아있다 (남자2)
- 2012.01.14 용(龍)사마 가족 (아들)
- 2012.01.21 삼촌 구하기 (이정호)
- 2012.01.28 눈길 (조교)
- 2012.02.11 청소 만사성(萬事成) (민호)
- 2012.02.18 내 딸을 부탁해 (건달2)
- 2012.02.25 백만원 (영우)
- 2012.03.31 부활 (물감)
- 2012.04.07 외로움도 힘이 된다 (안인선)
- 2012.04.21 세상에서 가장 아름다운 만남 (기획실 직원1)
- 2012.05.05 숙희의 다이어트워 (숙희오빠)
- 2012.05.26 그녀들의 이중생활 (진행자)
- 2012.06.09 내 남편은 마초 (남직원2)
- 2012.06.16 천사를 보았다 (해훈)
- 2012.06.30 쉿 나방이야 (경찰)
- 2012.08.18 달빛 0번지	(택배기사)
- 2012.09.01 달이 울다 (다케조)
- 2012.09.29 다듬이 소리 (박순태)
- 2012.10.27 천년송 (단종)
- 2012.12.22 가지 않은 길 (수강생3)
- 2013.09.21 아빠와 노래를 (배달원)
- 2013.11.23 소수의 사례 (병선)
- 2014.06.07 잠만 잘게요 (영훈)
- 2015.01.24 소금이 온다 (김현우)
- 2015.08.22 세상은 요지경 (준우)
- 2015.12.04 울 아빠는 아이돌 (매니저)

우리말 하나로 (KBS 한민족 방송)
- 2012.01.02 ~ 2012.12.24 (성우 연기)

책 읽는 밤 (KBS 1라디오)
- (연기)

다큐멘터리 역사를 찾아서 (KBS 1라디오)
- (연기)

신성원의 문화읽기 (KBS 1라디오)
- 2012.07.08 토머스 하디 作 이름 없는 주드
- 2012.09.23 필립 K.딕 作 도매가로 기억을 팝니다
- 2012.10.28 루이스 드 베르니에 作 코렐리의 만돌린

대한민국 경제실록 (KBS 1라디오)
- 2011.01.27 ~ 2011.03.09 제05화 수출입국-영광과 시련의 발자취 (기자)
- 2011.03.10 ~ 2011.04.20 제06화 철의 신화 (불도저 기사)
- 2011.04.21 ~ 2011.06.17 제07화 한국경제의 대동맥 경부고속도로 (직원 외)
- 2011.06.20 ~ 2011.08.16 제08화 검은 황금, 오일머니를 잡아라 (기자)
- 2011.08.17 ~ 2011.10.26 제09화 서울, 고도성장의 신화 (비서 외)
- 2011.10.27 ~ 2011.12.30 제10화 한국경제의 엔진, 자동차 (현대 직원 외)
- 2012.01.02 ~ 2012.03.02 제11화 제5공화국 경제수석실 (인쇄소)
- 2012.05.02 ~ 2012.07.13 제13화 5공화국 사채파동 (행원)
- 2012.07.16 ~ 2012.09.21 제14화 5공화국, 부실기업 정리의 명과암 (기자 외)
- 2012.09.24 ~ 2012.12.07 제15화 한국 경제의 여명기 (직원 외)

KBS 특집 라디오(KBS 라디오)
- 2012.06.25 KBS 한민족방송 6.25 기획특집 음향다큐멘터리 3부작 3부 신명의 고개를 넘다.

창사기념 특집 소리 동화 3부작 <역사 속의 장애 위인> (KBS 3라디오)
- 2012.03.01 제1부 임진왜란의 숨은 영웅 장애인 장군 황대중 (왜군)
- 2012.03.02 제2부 한발 정승 윤지완 (신하)
- 2012.03.03 제3부 은둔의 대학자 조성기 (아들)

특별기획 아주 특별한 기부 <내 인생의 책> (KBS 3라디오)
- 2012.12.23 빅터 프랭클 <죽음의 수용소에서> (수감자)

연중기획 <이제, 나는 대한민국 국민입니다> (KBS 한민족 방송)
- 2014.06.29 제06부 중국 동포 문 민 그녀의 아름다운 열정 (남편 / 남직원)
- 2014.11.30 제11부 통일을 준비하는 방송인 김정현 (아들)

### 오디오드라마
- 2014 보일러룸(aco) 사이러스/세스
- 2014 꽃미남동물병원(aco) 은우
- 2016 밀애(aco) 탁철송